# Église Sainte-Walburge de Wéris
L'église Sainte-Walburge est un édifice religieux catholique sis au centre du village de Wéris dans la commune de Durbuy en province de Luxembourg (Belgique). 

## Historique
L’église Sainte-Walburge de Wéris est le résultat d’une évolution complexe. Sur des éléments remontant à l’époque romane (XIe siècle et XIIe siècle), la construction a été remise au goût du jour aux XVIIe siècle et XVIIIe siècle, puis fortement restaurée dans le goût « archéologique » au début du XXe siècle. Simple dépendance de la paroisse de Tohogne, l’église Sainte-Walburge est remarquable par sa taille : ses trois nefs laissent supposer une fondation par le détenteur des droits seigneuriaux au XIe siècle, à savoir le comte de Durbuy.

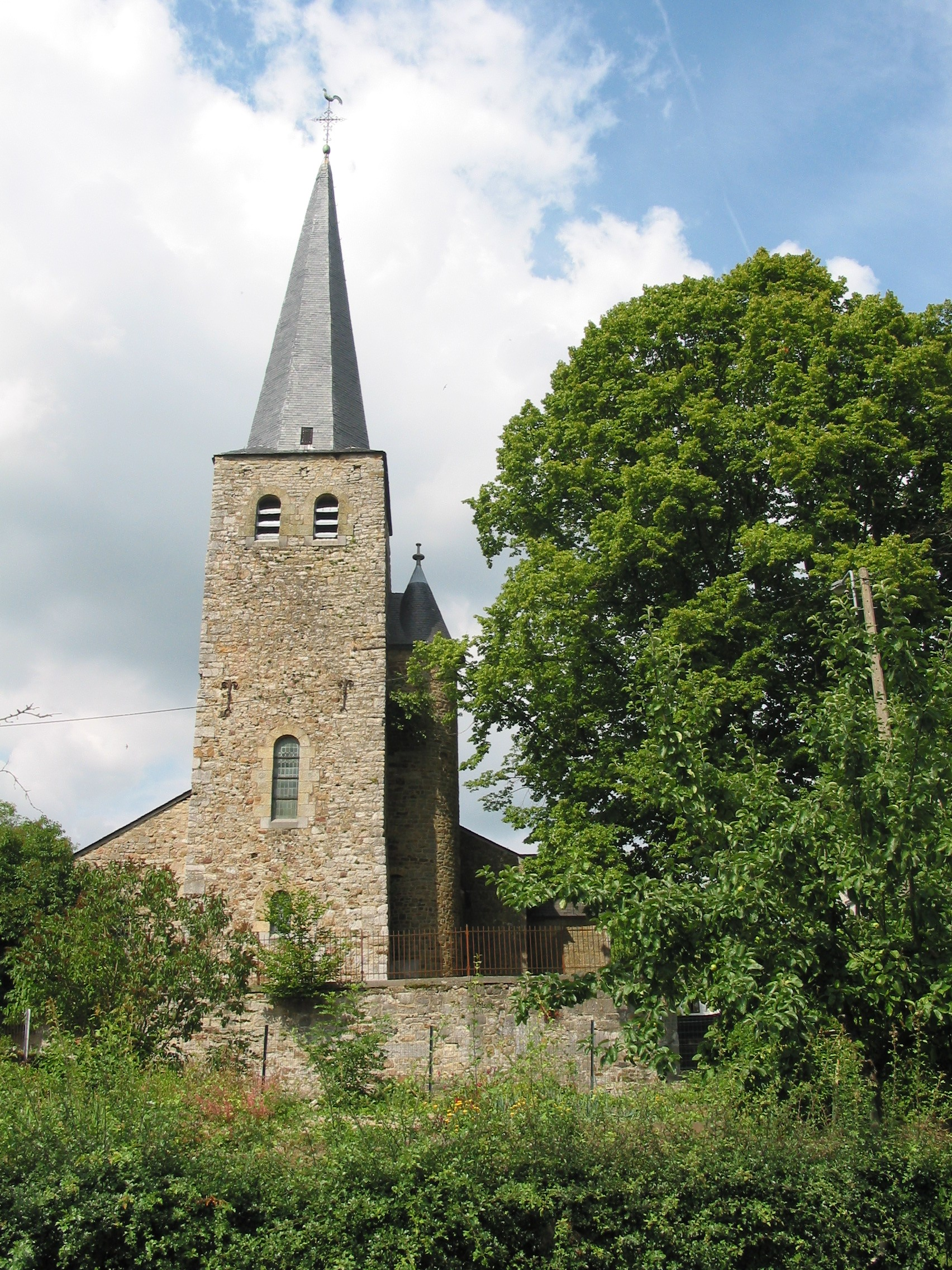

## Architecture
L'édifice est construit en pierres calcaires, moellons de grès et en poudingue, la pierre locale très présente aux alentours du village. La tour carrée romane datant du XIe siècle mesure une hauteur de 14 mètres, compte quatre niveaux avec percements remaniés au XXe siècle et est coiffée d'une flèche octogonale surmontée d'une croix et d'un coq en girouette. La tour est adossée à une nef rectangulaire du même style et de la même époque dont les piliers originaux, maçonnés, ont été remplacés par des colonnes gothiques en pierre en 1532, comme daté sur le chapiteau de l'une d'elles. L'édifice actuel possède une triple nef de cinq travées et une abside semi-circulaire. Au XVIe siècle, construction d'une chapelle seigneuriale gothique au sud du chœur et, au XVIIIe siècle, édification au nord du chœur d'une sacristie agrandie au cours du XXe siècle qui voit aussi la construction d'une tourelle d'escalier et d'un baptistère.